# Banca centrale del Kuwait
La Banca centrale del Kuwait (in arabo بنك الكويت المركزي‎?) è la banca centrale del Kuwait. La banca regola il mercato azionario kuwaitiano insieme alla Borsa del Kuwait, al Ministero del Commercio, dell'Industria e delle Finanze. 

## Storia
La banca centrale del Kuwait fu fondata il 30 giugno 1968, succedendo al Kuwait Monetary Board, fondato nel 1961. La banca istituì un'unità di intelligence finanziaria nel 2003.
Salem Abdulaziz Al Sabah fu governatore della banca per oltre un quarto di secolo, fino al febbraio 2012, quando si dimise dopo aver criticato la politica di spesa del governo. Il Dr. Mohammad Al Hashel succedette a Sabah come governatore nell'aprile 2012 e Yousef Al Obaid come vicegovernatore nel maggio 2012.

## Governatori
Governatori della banca centrale del Kuwait:
- Hamza A. Hussein (12 settembre 1973 - 11 settembre 1983)

- Abdulwahab Al-Tammar (1° novembre 1983 - 30 settembre 1986)

- Salem Abdulaziz Al Sabah (1 Ottobre 1986 – 11 Febbraio 2012; dimesso)

- Mohammad Al-Hashel (1° aprile 2012 - 31 marzo 2022)

- Basel Ahmad Al-Haroon (1° aprile 2022 - presente)